# Manes (Band)
Manes ist eine Band aus Trondheim in Norwegen, die sich vom Black Metal zu experimentellen Formen von Rock und Elektronischer Musik entwickelte.

## Bandgeschichte

### Anfänge
Manes wurde Ende 1992 oder Anfang 1993 von Sargatanas (Gesang) und Tor-Helge „Cern“ Skei (Gitarren, Programmierung, und Synthesizer) als Black-Metal-Band gegründet. In ebendieser Besetzung veröffentlichten sie in den Jahren 1993 bis 1995 drei Demos. Die ersten zwei Demoaufnahmen wurden 1998 über Hammerheart Records wiederveröffentlicht. 1999 erschien dort das Debütalbum Under ein blodraud maane, eine Überarbeitung und Wiederaufnahme vieler Stücke, die sich bereits auf den Demos befanden. Nach dieser Zeit herrschte zunächst Stille um die Band, bis Cern neue Mitmusiker für eine vollständige Besetzung suchte und Sargatanas 1999 das Projekt verließ.

### Stilwechsel
So wurde ein Vertrag bei dem italienischen Label Code666 geschlossen, bei welchem 2003 das Album Vilosophe erschien. Dieses Album markiert einen kompletten Stilwechsel: Anstatt rau produzierten, schroffen Metals mit dem typischen Kreischgesang präsentierte sich die Band mit einer innovativen Mischung aus Metal, Rock, Trip-Hop und sogar mit gelegentlichen Drum-and-Bass-Rhythmen. Der Gesang war nun ausschließlich klar und auch die Grundstimmung wandelte sich vom okkult-aggressiven zum resignierend-melancholischen. Vom Label Code666 wurde das Album als „Neo Avant Metal“ klassifiziert; Manes selbst ignorierten diese von ihnen als albern angesehene Bezeichnung und nannten ihre Musik einen „dunklen Mix von Rock, Metal mit elektronischen Elementen“.
Im Jahr 2006 folgte eine EP, [view], welche eher eine Verarbeitung alter Titel aus Vilosophe-Zeiten darstellt. Manes verabschiedeten sich hiermit auch von ihrem Label Code666. Mit ihrem letzten Album How the World Came to an End entfernte sich die Band weiter von ihren Metal-Wurzeln und integrierte vermehrt Trip-Hop und Electro in ihre Kompositionen, was auch auf das Mitwirken von insgesamt 16 Musikern zurückzuführen ist.

### Auflösung
Ende 2007 trennte die Band sich von Candlelight Records, im ersten Quartal 2008 lösten sich Manes auf und entfernten als Konsequenz den Inhalt der offiziellen Band-Webseite und ihre Myspace-Präsenz. Laut Cern wurde oft fälschlich angenommen, die Band sei „daran interessiert, alles auf die normale Tour zu machen“ (Live-Konzerte, Alben, Fans, Ruhm), wobei andere Meinungen vergessen oder ignoriert worden seien; dies habe „auch intern zu immer mehr Differenzen über Ziele, Pläne und Hoffnungen geführt“. Einige letzte Veröffentlichungen, sowie eine Manes-„Memorial-Seite“ sollten jedoch noch realisiert werden. Als neue Band rief Cern das Projekt kkoagulaa ins Leben.

### Rückkehr
Mitte 2011 verbreiteten Manes eine Reihe neuer, eher unfertiger Stücke über Blogspot. Dabei wurde erneut die endgültige Auflösung der Band erklärt und Cern rief mit Sargatanas die Band Manii ins Leben, die 2013 ein Black-Metal-Album veröffentlichten. Jedoch unterzeichneten Manes ebenfalls 2013 einen Vertrag mit dem Label Debemur Morti Productions und traten 2014 zwei Mal beim Brutal-Assault-Festival auf. Eine Kompilation mit unveröffentlichten und seltenen Aufnahmen, eine EP und ein neues Album mit Stücken, an denen schon seit einigen Jahren gearbeitet worden war, folgten im selben Jahr. Auch Manii veröffentlichten 2015 eine EP und Manes 2018 ein neues Album. Zwei Alben von Manii folgten 2018 und 2023.

## Diskografie

### Demos
- 1993: Maanens Natt
- 1994: Ned i Stillheten
- 1995: Til kongens grav de døde vandrer

### Studioalben
- 1999: Under ein blodraud maane
- 2003: Vilosophe
- 2006: [view] (EP)
- 2007: How the World Came to an End
- 2014: Vntrve (EP)
- 2014: Be All End All
- 2018: Slow Motion Death Sequence
- 2020: Young Skeleton (Single)
- 2024: Pathei Mathos (EP)
- 2024: Slow Motion Death Sequence – Remixed

### Kompilationen
- 2005: 1993–1994 (Kompilation der ersten zwei Demos)
- 2006: Svarte Skoger (Kompilation der drei Demos)
- 2014: Teeth, Toes and Other Trinkets (unveröffentlichte und seltene Aufnahmen)
- 2022: Ihjelbrent Skatt (Kompilation der Demos und des Debüts)
- 2023: Saeculum ii (unveröffentlichte Aufnahmen 2002–2004)

### Samplerbeiträge
- 2003: Tzolv auf Mørkeskye Compilation Nr. 8
- 2003: Redeemer (Unreleased Pre-Production Track) auf Better Undead than Alive
- 2004: Turn (Unreleased Simulation Edit) auf Mørkeskye Compilation Nr. 10
- 2008: Absolute Nothing (Manes Redux) auf Total Reconstruction